# Blaichach
Blaichach là một đô thị ở Oberallgäu bang Bayern thuộc nước Đức.